# Modular Tactical Vest

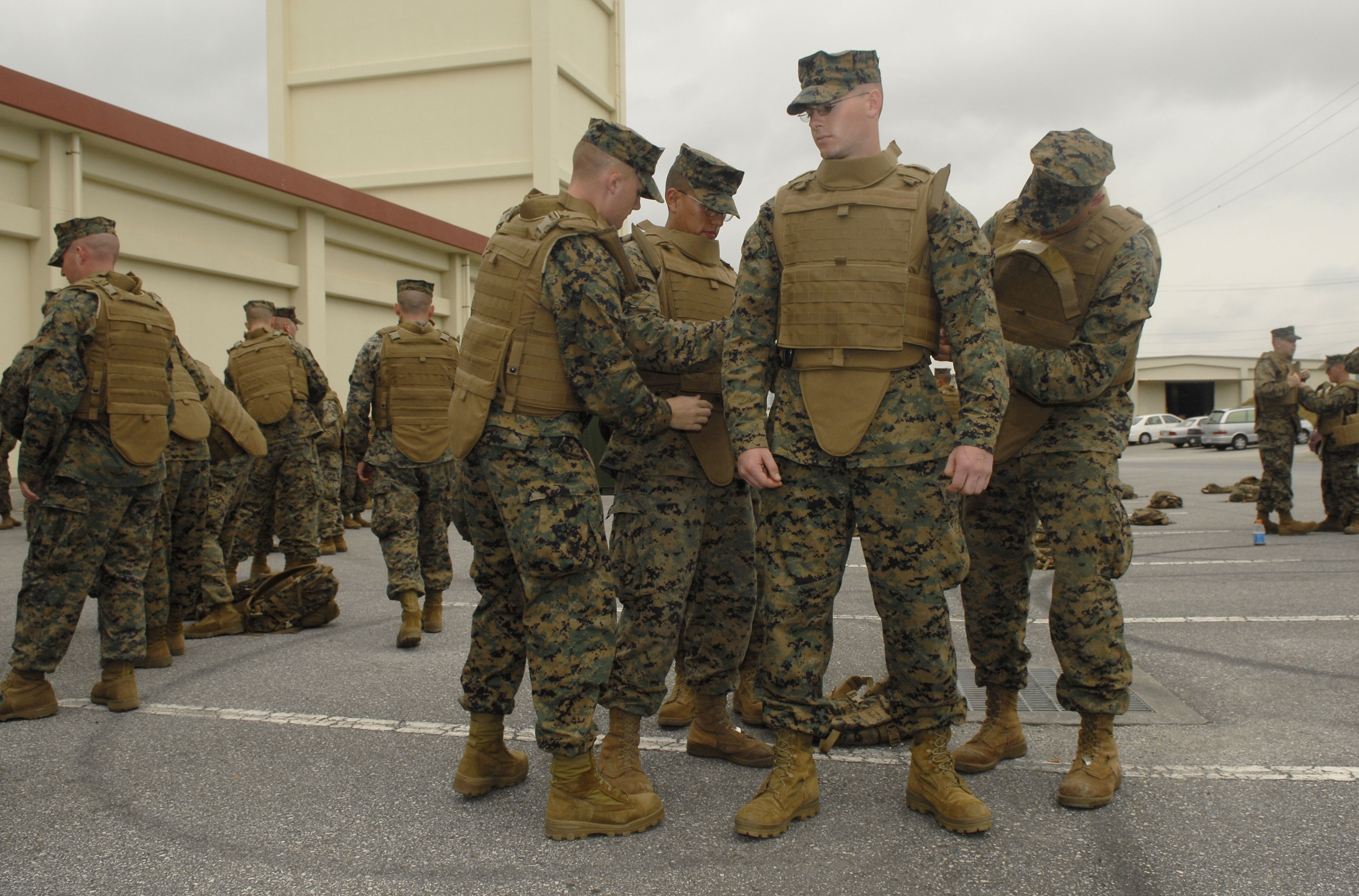
Морські піхотинці споряджені MTV, Кемп Форест, Окінава

Modular Tactical Vest (MTV, Модульний Тактичний Жилет) розроблений у зв'язку з необхідністю покращення бронежилету OTV. Останній, розроблений в кінці 1990-х, не був призначений для суттєвого навантаження спорядженням, таких як підсумки для боєприпасів, рації, аксесуарів, ємкостей з водою. Солдати мали додавати до жилету додаткову розвантажувальну систему. В MTV реалізовано нові вимоги до бронежилету, і в 2006 році MTV був утвержений для використання Корпусом Морської Піхоти США, а в серпні 2008 був також прийнятий Військово-Морськими Силами США.
Удосконалення MTV в порівнняні з OTV полягають у наступному:
- передбачено швидке звільнення від жилету;
- бокове відкриття жилету, що полегшує доступ при наданні медичної допомоги;
- підвищено захист по-боках тулуба, низу спини, ділянки нирок;
- інтегрований боковий носій плити SAPI;
- передбачено шляхи для проводки/кабелю;
- передбачена спеціальна подушка для кращого упору прикладу зброї;
- вага жилету більш рівномірно розподіляється на тулубі (в OTV основне навантаження іде на плечі).

MTV з комплектом бронеплит важить 13,6 кг. Використовує ті ж м'які і тверді плити броні, що використовувались в OTV.
Захист спереду та позаду — рівень IV (при використанні ESAPI) по специфікації NIJ (Національного Інституту Юстиції, США). По-боках — рівень ІІІА NIJ.